# LatCharter
Zasugerowano, aby zintegrować ten artykuł z artykułem  SmartLynx (dyskusja). Nie opisano powodu propozycji integracji.
LatCharter – łotewska czarterowa linia lotnicza z siedzibą w Rydze. Głównym węzłem jest port lotniczy Ryga.